# Ouder-Amstel

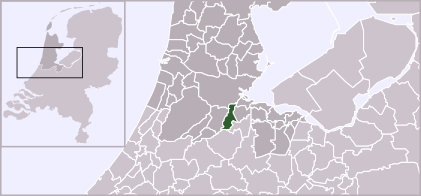
Ouder-Amstels läge

Ouder-Amstel är en kommun i provinsen Noord-Holland i Nederländerna. Kommunens totala area är 26,18 km² (där 1,69 km² är vatten) och invånarantalet är på 13 055 invånare (2004).